# Ca l'Aleu (el Vendrell)
Ca l'Aleu és una obra del Vendrell (Baix Penedès) inclosa a l'Inventari del Patrimoni Arquitectònic de Catalunya.

## Descripció
La paret de la façana principal té forma còncava i és recoberta de carreus picats adossats amb una funció merament decorativista. Consta de quatre plantes. A la planta baixa hi ha dues portes quadrangulars, construïdes recentment, una de les quals tapa part del fris que separa la planta baixa de la primera planta. A la primera planta hi ha dues portes balconeres amb barana de ferro forjat de forma corba a la part central. La tercera és idèntica a la primera. La construcció queda rematada per una sobresortida cornisa, suportada per mènsules. Damunt d'aquesta es troba una original barana de formes corbes de pedra i ferro forjat.

## Història
L'edifici és propietat del sr. Aleu, fill de l'escultor que va fer la figura de Sant Jordi que hi ha al Palau de la Generalitat.